# 楊成名
楊成名（？—？），字志完，福建建寧府建安縣人，民籍，明朝政治人物。

## 生平
福建鄉試第四十五名舉人。嘉靖四十一年（1562年）中式壬戌科會試第二百七十八名，三甲第五十三名進士。授武进县知县。

## 家族
曾祖楊旦，吏部尚書；祖父楊京，太僕寺寺丞；父楊謙，母滕氏。慈侍下。